# Bön-religionen
 Der er for få eller ingen kildehenvisninger i denne artikel, hvilket er et problem. Du kan hjælpe ved at angive troværdige kilder til de påstande, som fremføres i artiklen.

Bön eller bon er en meget gammel trosretning i Tibet, oprindelig animistisk og shamanistisk, men i dag frem for alt regnet som en af skolerne indenfor tibetansk buddhisme.
Det traditionelle syn på bön-religionen har været at det er den før-buddhistiske (altså ældre end 700-tallet) indfødte shamanistiske og animistiske religion, som ved at antage visse ydre buddhistiske træk har overlevet den religiøse forfølgelse fra den tibetanske statsmagts form for buddhisme. Flere elementer fra bön er desuden blevet indoptaget i den tibetanske buddhisme, fx bedeflag og vindheste.
Bön-lamaer, til tider kaldt "sort-huer" for at skille dem fra den store gelug-skoles "gul-huer" og gelug-skolens u-reformerede forgængere "rød-huerne", hævder dog at buddhismen faktisk først kom til Tibet i deres form. De fører deres tro tilbage til deres "egen" buddha, Tonpa Shenrab Miwoche, som skal have levet vest for Tibet (i Persien) for 18.000 år siden, altså en buddhisme langt ældre end den historiske Buddhas.
De fleste regner det dog som mere sandsynligt, at bön efter Tsongkhapas (1357-1419) reformation af den tibetanske buddhisme blev påvirket af den tantriske buddhisme, som kom med Padmasambhava fra Indien i 700-tallet, fortolket af gelug-skolen og sammensmeltet med dele af denne og bön-religionens egne førbuddhistiske forestillinger.
Bön-skolen, som de kinesiske myndigheder skønner, at ca. 10% af tibetanerne tilhører, især i de østlige dele af det kulturgeografiske område Tibet, deler det meste af sin tro og praksis med andre buddhister i Tibet, men har også flere egne ritualer og tekster.
Bön-religionens åndelige leder er i dag Lungtok Tenpai Nyima, Menri-klostrets 32. abbed, som p.t. lever i eksil i Dolanji i Himachal Pradesh, Indien.